# Carlos Verona
Carlos Verona (San Lorenzo de El Escorial, Madrid, 4 de noviembre de 1992) es un ciclista español. Desde 2024 corre para el equipo Lidl-Trek de categoría UCI WorldTeam.

## Biografía

### Inicios
En categorías infantiles Carlos Verona no tuvo ningún logro importante. Tras los primeros ejercicios llegó su primer gran triunfo en la categoría incluyendo las clasificaciones de la montaña y la convocatoria en numerosas ocasiones de la selección Madrileña. Carlos decidió abandonar su casa para seguir su formación como ciclista en el centro de Alto Rendimiento de Sant Cugat en Cataluña con tan solo 17 años.

### Ascenso al profesionalismo
Tuvo numerosos triunfos en su equipo Cajamar Almería además de ser un habitual en la selección española. Pero la gran noticia llegó con la llamada de Julio Izquierdo, quién le propuso dos años de contrato, que le permitirían saltarse la categoría de sub-23. Carlos aceptó esta oferta y pasó a formar parte de un equipo profesional, el Burgos 2016-Castilla y León.
Tras sus grandes resultados[cita requerida] en el Tour de Saboya y la Vuelta a la Comunidad de Madrid sub-23 terminó formando parte del equipo UCI WorldTeam el Omega Pharma-Quick Step Cycling Team, noticia que se hizo pública en octubre de 2013.

## Palmarés
2022
- 1 etapa del Critérium del Dauphiné

2025
- 1 etapa del Giro de Italia

## Resultados en Grandes Vueltas
| Carrera | Carrera         | 2011 | 2012 | 2013 | 2014 | 2015 | 2016 | 2017 | 2018 | 2019  | 2020 | 2021  | 2022 | 2023 | 2024 | 2025 |
| ------- | --------------- | ---- | ---- | ---- | ---- | ---- | ---- | ---- | ---- | ----- | ---- | ----- | ---- | ---- | ---- | ---- |
|         | Giro de Italia  | —    | —    | —    | —    | —    | 43.º | 57.º | —    | —     | —    | —     | —    | 49.º | —    | 54.º |
|         | Tour de Francia | —    | —    | —    | —    | —    | —    | —    | —    | 105.º | 19.º | 101.º | 26.º | —    | 24.º | —    |
|         | Vuelta a España | —    | —    | —    | 66.º | 29.º | —    | 73.º | —    | —     | 30.º | Ab.   | 35.º | —    | 32.º | —    |

—: no participa

Ab.: abandono

## Equipos
- Burgos 2016-Castilla y León (2011-2012)
- Omega Pharma/Etixx (2013-07.2016)
  - Omega Pharma-Quick Step (2013-2014)
  - Etixx-Quick Step (2015-07.2016)
- Orica/Mitchelton (08.2016-2018)
  - Orica-BikeExchange (2016)
  - Orica-Scott (2017)
  - Mitchelton-Scott (2018)
- Movistar Team[1] (2019-2023)
- Lidl-Trek (2024-)